# Pirații! O bandă de neisprăviți
Pirații! O bandă de neisprăviți (lansat în America de Nord, Australia și Noua Zeelandă sub numele de The Pirates! Band of Misfits) este un film de comedie animat swashbuckler 3D 3D produs de Columbia Pictures, Sony Pictures Animation și Aardman Animations și distribuit de Sony Pictures Releasing. Al doilea și ultimul proiect de colaborare între Sony și Aardman, este primul film Aardman bazat pe o carte și, de asemenea, primul film stop motion al Aardman de la Wallace și Gromit: Blestemul iepurelui și primul film stop motion al Sony Pictures Entertainment. Regizat de Peter Lord, filmul se bazează pe The Pirates! Într-o aventură cu oamenii de știință, prima carte din Pirații lui Gideon Defoe ! serie.  Urmează Căpitanul de pirat și echipajul său de pirați amatori în încercarea lor de a câștiga competiția Pirata Anului. Vocea lui Horia Tecău însuflețește personajul Charles Darwin în limba română.